# Marco Killingsworth
Marco Bernard Killingsworth (Montgomery, 21 febbraio 1982) è un ex cestista statunitense.

## Carriera
Ha avuto due esperienze italiane: dopo una prima parentesi in Lega A con la Legea Scafati, per la stagione 2008-09 si è legato contrattualmente all'Enel Brindisi, disputando così il Campionato di Legadue. Ha chiuso la stagione a Brindisi con 30 presenze, 19,3 punti (61% dal campo) e 9 rimbalzi di media a gara.